# Knäuel-Hornkraut
Das Knäuel-Hornkraut (Cerastium glomeratum), auch Knäuelblütiges Hornkraut genannt, ist eine Pflanzenart in der Familie der Nelkengewächse (Caryophyllaceae).

## Beschreibung

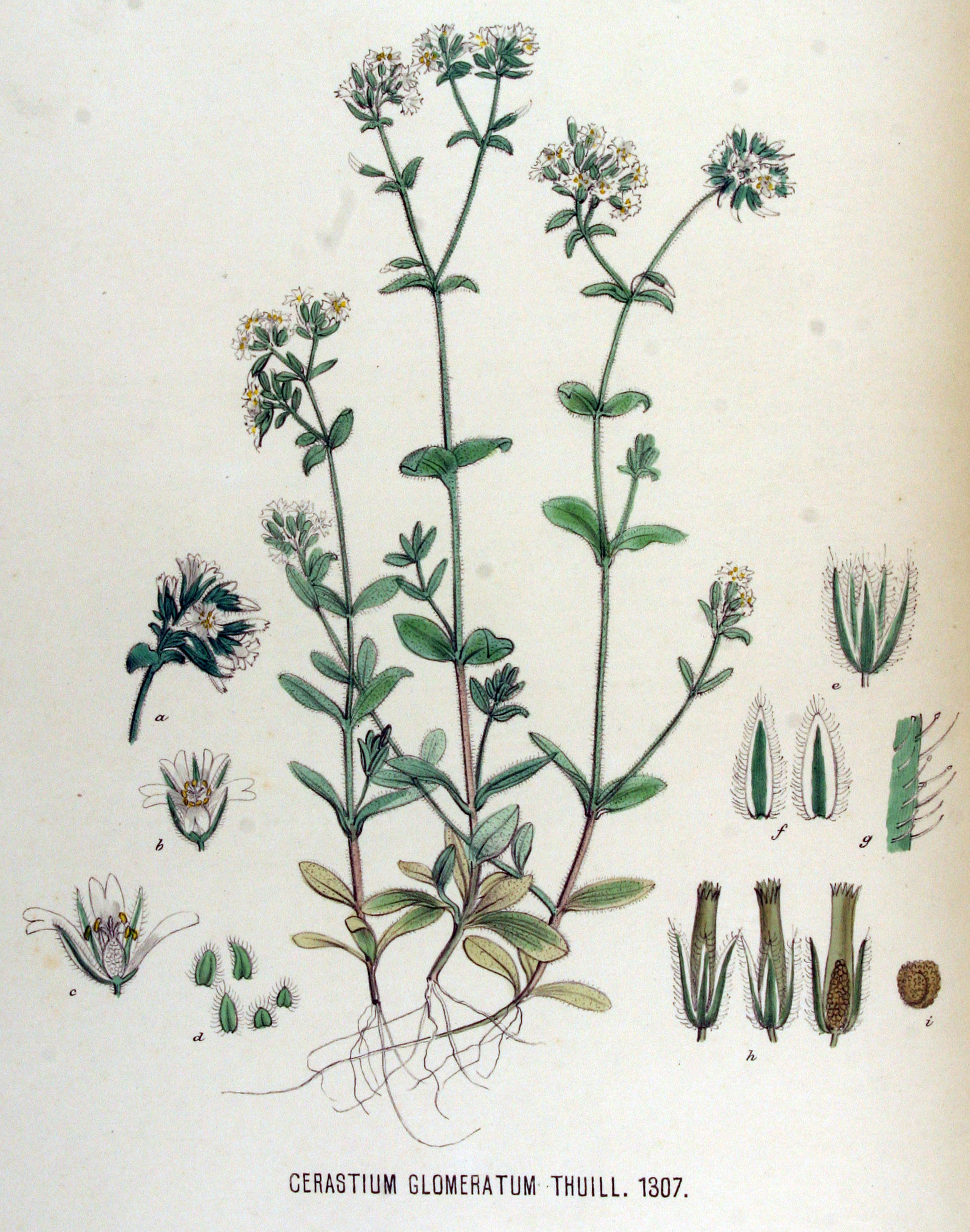
Illustration aus Flora Batava, Volume 17.

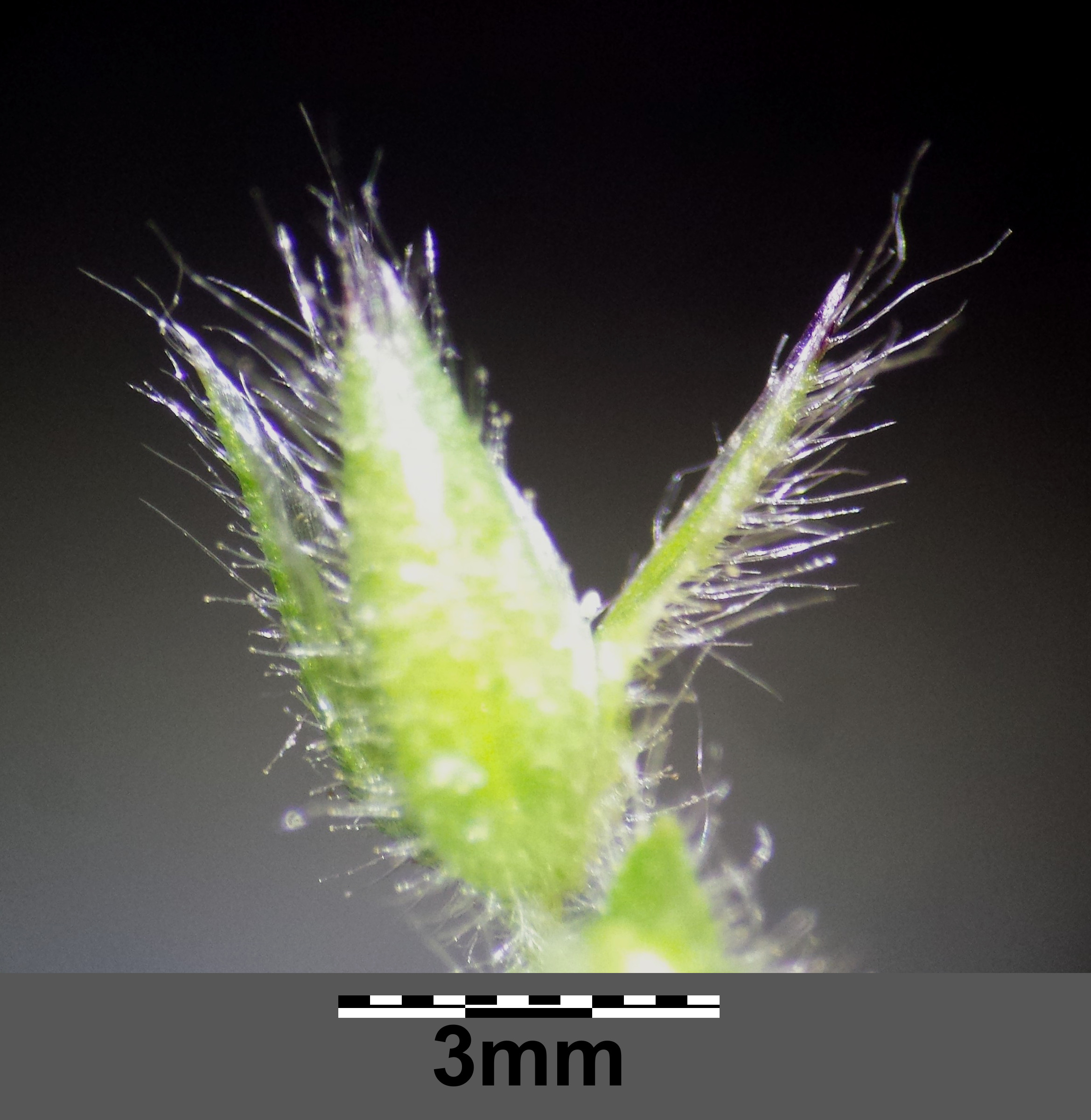
Die Spitze der Kelchblätter wird von drüsenlosen Haaren deutlich überragt.

Das Knäuel-Hornkraut wächst als ein- bis zweijährige krautige Pflanze und erreicht Wuchshöhen von etwa 2 bis 25 Zentimeter. Die oberirdischen Pflanzenteile sind von blass- oder fast gelbgrüner Farbe. Sie besitzt abstehende, bis 2 mm lange Trichome, oben auch mit Drüsenhaaren (Indument). Die Stängel sind aufrecht oder aufsteigend, vom Grund an oder erst oberwärts verzweigt und entfernt beblättert.
Die gegenständigen Laubblätter sind meist rundlich-eiförmig, seltener länglich, 5 bis 25 Millimeter lang und die unteren in den Blattstiel verschmälert. 
Die Blütezeit reicht von März bis September. Der Blütenstand wirkt dicht zusammengedrängt und fast geknäuelt, ist aber dichasial aufgebaut. Alle Deckblätter sind krautig und ohne Hautrand mit bärtig behaartem oberen Ende. Die Blütenstiele sind drüsig-flaumig, kürzer als der Kelch und zur Fruchtzeit höchstens so lang wie der Kelch. Sie sind nach dem Verblühen hakig gebogen, zuletzt aber wieder aufrecht. Die zwittrigen Blüten sind fünfzählig mit doppelter Blütenhülle. Die 5 Kelchblätter sind lanzettlich spitz, 4 bis 5 Millimeter lang, schmal hautrandig und mit die Spitze überragenden einfachen und drüsentragenden Haaren besetzt. Die fünf Kronblätter sind weiß, im vorderen Drittel ausgerandet, kahl und etwa so lang wie die fünf  Kelchblätter. Die 10 Staubblätter sind kahl, ihre Staubfäden sind ungleich lang. Jede Blüte hat 5 Griffel.
Die Fruchtstiele sind meist kürzer als der Kelch. Die länglich-walzenförmige Kapselfrucht ist 6 bis 10 Millimeter lang und springt mit zehn Zähnen auf. Die Samen haben einen Durchmesser von 0,4 bis 0,5 Millimetern, sie sind hellbraun und fein warzig.
Die Chromosomenzahl ist 2n = 72.

## Vorkommen

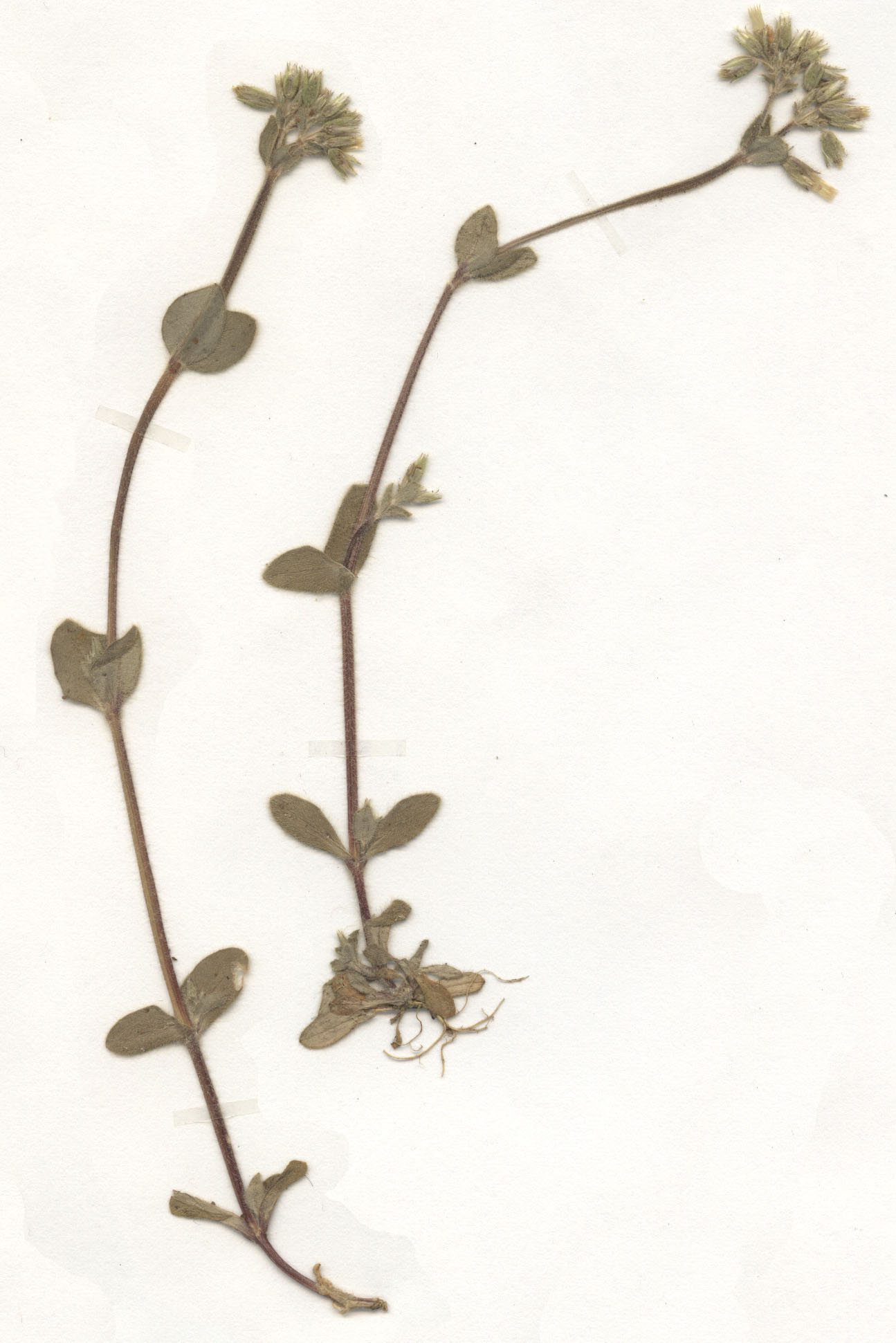
Herbarbeleg

Cerastium glomeratum kommt heutzutage weltweit vor. Es har ursprüngliche Vorkommen in Europa, auf Madeira, in Nordafrika, auf der Arabischen Halbinsel, in Westasien, im Kaukasusraum, in Turkmenistan und auf dem Indischen Subkontinent. Es ist eine Neophyt in Nord-, Mittel- und Südamerika, auf den Azoren, Kanaren, im südlichen Afrika, in Australien, Neuseeland, Madagaskar, Mauritius, Reunion, Neuguinea, Hawaii, in Malesien und in der Karibik. In den Alpen steigt es bis in Höhenlagen von 1600 m NN. In den Allgäuer Alpen steigt es in Vorarlberg in Baad bis zu einer Höhenlage von 1250 Metern auf. In Graubünden erreicht es im Fondei 1930 Meter.
In der Schweiz ist es verbreitet, in Österreich zerstreut bis selten zu finden. In Deutschland ist das Knäuel-Hornkraut fast überall verbreitet und meist häufig zu finden. Lediglich in Norddeutschland kommt es zerstreut vor.
Das Knäuel-Hornkraut wächst in Ackerunkrautfluren, auch an Wegen und Schuttplätzen. Es bevorzugt mäßig frischen bis feuchten, nährstoffreichen, kalkarmen, sandigen oder reinen Lehm- und Tonboden. Häufig ist es in gehackten Äckern zu finden. Es ist in Mitteleuropa eine Assoziationscharakterart des Chenopodio-Oxalidetum fontanae, kommt aber auch in Gesellschaften der Klasse Secalietea oder der Verbände Nanocyperion oder Agropyro-Rumicion vor. Die ökologischen Zeigerwerte nach Landolt et al. 2010 sind in der Schweiz: Feuchtezahl F = 2+ (frisch), Lichtzahl L = 4 (hell), Reaktionszahl R = 3 (schwach sauer bis neutral), Temperaturzahl T = 4 (kollin), Nährstoffzahl N = 4 (nährstoffreich), Kontinentalitätszahl K = 4 (subkontinental).

## Taxonomie
Das Knäuel-Hornkraut wurde 1799 von Jean Louis Thuillier in Flore des Environs de Paris ed. 2, Seite 226 als Cerastium glomeratum erstbeschrieben.